# Strzyżowiec (województwo dolnośląskie)
Strzyżowiec (niem. Tschischdorf (in Riesengebirge)) – wieś w Polsce położona w województwie dolnośląskim, w powiecie lwóweckim, w gminie Wleń.

## Położenie
Pod względem fizycznogeograficznym wieś położona jest w Sudetach Zachodnich, na Małym Grzbiecie Gór Kaczawskich.

## Podział administracyjny
W latach 1975–1998 miejscowość położona była w województwie jeleniogórskim.

## Nazwa
Według niemieckiego językoznawcy Heinricha Adamy’ego nazwa pochodzi od polskiego określenia oznaczającego "strych". W swoim dziele o nazwach miejscowych na Śląsku wydanym w 1888 roku we Wrocławiu wymienia najstarszą nazwę miejscowości w polskiej formie "Strychowac" tłumacząc jej znaczenie "Ziegelstreicherdorf" czyli po polsku "Wieś strychów".

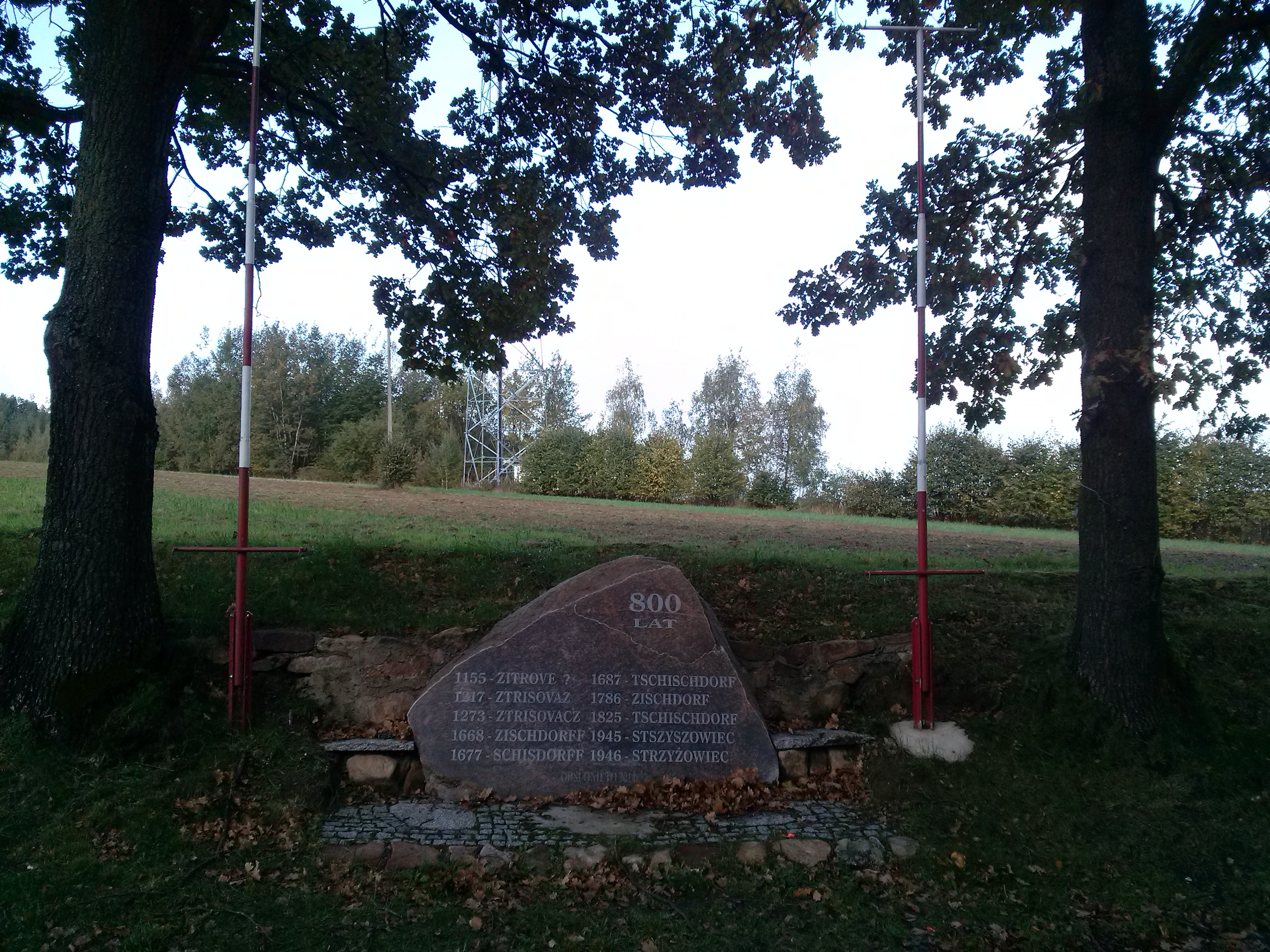
Głaz pamiątkowy ukazujący zmiany w nazewnictwie miejscowości na przestrzeni wieków

W dokumencie z 1217 roku wydanym przez biskupa wrocławskiego Lorenza miejscowość wymieniona jest w zlatynizowanej, staropolskiej formie „Ztrisovaz”. Niemcy zgermanizowali nazwę na Tschischdorf w wyniku czego utraciła ona swoje pierwotne znaczenie. W roku 1613 śląski regionalista i historyk Mikołaj Henel z Prudnika wymienił miejscowość w swoim dziele o geografii Śląska pt. Silesiographia podając jej łacińską nazwę: Zischdorffium. Po II wojnie światowej polska administracja spolonizowała zgermanizowaną nazwę w 1945 roku wpierw na Stszyszowiec a następnie (od 1946 roku) na Strzyżowiec w wyniku czego nie wiąże się już ona z pierwszym znaczeniem.